# Филикаја (Лука)
Филикаја је насеље у Италији у округу Лука, региону Тоскана.
Према процени из 2011. у насељу је живело 423 становника. Насеље се налази на надморској висини од 354 м.